# Saleh Al-Amri
 (mars 2024).
Si vous disposez d'ouvrages ou d'articles de référence ou si vous connaissez des sites web de qualité traitant du thème abordé ici, merci de compléter l'article en donnant les références utiles à sa vérifiabilité et en les liant à la section « Notes et références ».
 (juillet 2024).
Saleh Al-Amri, né le 14 octobre 1993 à Khobar, est un footballeur saoudien. Avec Al-Ahli, il remporte le championnat d'Arabie saoudite de football 2015-2016.

## Biographie
Il participe à plusieurs reprises à la Ligue des champions d'Asie avec l'équipe de l'Al-Ahli.

## Palmarès
Avec l'Al-Ahli Djeddah
- Champion d'Arabie saoudite en 2016
- Vice-champion d'Arabie saoudite en 2015